# ゾンビ イン ワンダーランド
『ゾンビ イン ワンダーランド』（Zombie Panic in Wonderland）は、スペインのゲームデベロッパーアカオニ・スタジオが開発したWiiウェア用サードパーソン・シューティングゲーム。日本ではマーベラスエンターテイメントから2010年3月16日に発売された。キャラクターデザインは日本のイラストレーター・bomiが手がけている。
本作の移植作品としてiOS、Android用ソフト『ゾンビ パニック イン ワンダーランド Plus』が、リメイク作品としてニンテンドー3DS、iOS、Nintendo Switch用ソフト『ゾンビ パニック イン ワンダーランド DX』が制作された。『DX』日本版の発売元はアークシステムワークスが担当している。

## 概要
「桃太郎」「ドロシー（オズの魔法使い）」「白雪姫」など、民話や童話の主人公を摸したキャラクターたちが銃器を手にしてゾンビと戦うアクションシューティング。マシンガン、火炎放射器など様々な武器を駆使し、制限時間内にエリア内のゾンビを倒すことになる。

## ゲームシステム
Wiiリモコンで照準を合わせ、敵を狙い撃つ。同時にスティックでプレイヤーキャラを左右に移動させて敵の攻撃を回避する。各ステージにはクリーンアップ値が設定されており、敵を倒したりボスにダメージを与えると数値が増えていく。100％に達すればステージクリア。プレイヤーキャラは敵の攻撃が当たると倒れて残機が減り、残機がまだ残っている場合は立ち上がって再開する。制限時間以内にクリーンアップが100％に達しなかったり、残機が無くなった場合はゲームオーバー（ボス戦では制限時間は無い）。コンティニューに制限は無いが、スコアが初期化される。回避行動を取っている間は敵の攻撃が当たらず、連続で回避すれば避け続けることもできる。しかし回避中は攻撃もできないため、回避ばかりしていては時間切れのリスクも伴う。特定のゾンビは掴みかかって動きを封じてくる。これで倒されることは無いが掴まれている間は無防備になってしまう。Bボタンを押すと近接武器で振り払えるが、掴まれている時以外では近接武器は使えない。
武器は威力は低いが弾切れの心配の無いサブマシンガン、威力は高いが弾丸の消費が激しいヘビーマシンガン、範囲が広く敵に継続してダメージを与えられる火炎放射器の三種類を切り替えながら戦う。また、着弾点の周囲に爆発を起こしてダメージを与えるボムもある。ヘビーマシンガンの弾、火炎放射器の燃料、ボムは敵が落とすアイテムを手にいれることで補充できる。フィールド上のオブジェクトはほとんど破壊可能であり、壊すことで敵を崩壊に巻き込んだりアイテムが出現することがある。
ゲームは本編のストーリーに沿って進める「御伽噺モード」、御伽噺モードでクリアしたステージを自由に選択してプレイできる「アーケードモード」に分けられる。また、アーケードモード限定のステージもある。
『DX』はタッチ操作に最適化しており、ゲーム自体は上画面に表示されるがプレイヤーは下画面をタッチする事で照準を動かしつつ銃撃を行う。また、敵やステージが追加されており、ステージ中にも敵出現の演出などのイベントが用意されている。ストーリームービーも、無印はBGMが一種類しか無く終始同じ曲しか流れなかったが、『DX』では状況に応じてBGMが切り替わる。

## 登場キャラクター

### プレイヤーキャラクター
モモタロウ
刀を携えたフリーターの少年。16歳。古風な口調で話す。
久々に戻った故郷でゾンビの群れに襲われたことを機に旅立つ。
本作の主人公的存在で、最初から使用可能。また、服装が異なる「桃太郎」も選択できる。
ドロシー
西の森で暮らすギャルの少女。14歳。
突如豹変し姿を消した仲間のブリキマンを捜すためモモタロウに同行する。
御伽噺モードでステージ4にあたる「西への道」へ到達すると使用可能になる。
白雪姫
セクシーな衣装を身に着けた北の国の姫。18歳。勝気な性格。元々は淑やかだったが毒リンゴを食べて豹変したと言われている。
ゾンビ騒動の元凶であるチャーミー王子の暴走を止めるべく城に踏み込もうとしていた所をモモタロウ達と合流する。
御伽噺モードでステージ8にあたる「北の城　城門」へ到達すると使用可能になる。また、御伽噺モードを3周クリアするとバニーガール衣装の「白雪バニー」が解禁される。
アリス
肩出しドレスを身につけた少女。モーションやボイスはドロシーと同じ。
御伽噺モードを2周クリアすると操作キャラクターとして使用可能となる。
無印では隠しキャラクターで物語にも絡まないが、『DX』ではメインキャラクターに昇格した。
赤ずきん
赤いドレスを身につけた少女。アリス同様、モーションやボイスはドロシーと同じ。
御伽噺モードを4周クリアすると操作キャラクターとして使用可能となる。
『DX』には登場しない。

## 開発
本作は前述のようにスペインで開発されたソフトだが、キャラクターデザイン担当には日本のイラストレーターのbomiを起用している。ディレクターのホセ・マヌエル・イニゲスによると、本作では開発当初から日本の漫画やアニメ風のデザインにすることを決めていたものの、日本人以外のイラストレーターが日本の漫画の真似をして失敗した例が多いことを考慮し、日本のイラストレーターの中から可愛らしく綺麗な作風を特徴とするbomiを選んだという。
ストーリーモード序盤のステージではレトロな日本風の地域が舞台となるが、これは昭和初期から中期にかけての東京をイメージしている。また、このステージのBGMとして流れる昭和歌謡のようなボーカル曲は1945年の楽曲『リンゴの唄』を参考に作曲され、バルセロナで活動する日本人のオペラ歌手が歌唱を担当している。

## コラボレーション
2010年公開のアメリカのゾンビ映画『サバイバル・オブ・ザ・デッド』（監督：ジョージ・A・ロメロ）とコラボレーションが行われ、互いの公式ページに専用の壁紙がアップロードされた。現在は配布を終了している。